# Rue Yefet
La rue Yefet (en anglais Yefet Street) est l'une des principales rues de la ville de Jaffa, aujourd'hui quartier ancien de la municipalité israélienne de Tel Aviv-Jaffa. C'était autrefois une route partant de Jaffa en direction du sud.

## Situation et description
C'est une très longue rue (plus de deux kilomètres) qui part de la place de la tour de l'horloge au nord.
À environ un kilomètre au sud, elle passe au-dessus de la rue Yehuda Hayamit par un pont construit à l'époque de la Palestine mandataire (1922-1948), le Royaume-Uni ayant reçu en 1920 de la Société des Nations un mandat sur les territoires ottomans de Palestine.
Après avoir traversé le quartier d'Ajami, elle atteint la limite entre les municipalités de Tel Aviv et de Bat Yam sur un rond-point d'où partent les rues Simha Holtsberg et Herzl.

## Nom
Elle a aussi été appelée « Ajami Street » (d'après le saint persan Ibrahim al-Ajami[réf. nécessaire] et le nom du quartier d'Ajami situé au sud de Jaffa).
Elle porte aujourd'hui le nom du fils de Noé, Japhet (en hébreu Yefet), fondateur de la ville selon la légende.

## Historique
La rue était autrefois fois un moyen de contourner par l'ouest (assez près de la mer) les remparts de la vieille ville de Jaffa, afin d'arriver plus facilement au commencement de la route de Gaza. 
Au début des années 1900, on construit à son extrémité nord la tour de l'horloge de Jaffa, en l'honneur des vingt-cinq ans de règne du sultan ottoman Abdülhamid II, qui règne de 1876 à 1909.
Après la démolition de la muraille[Quand ?], elle devient une rue commerçante importante dans une ville en expansion, près de la rue Bat Yam (Balfour Street continue)[pas clair]. 
Au croisement de rue Yefet et de la rue Sionah Tagger, se trouve une structure[Quoi ?] conçue en 1923 par l'architecte Alexander Baerwald.

## Galerie

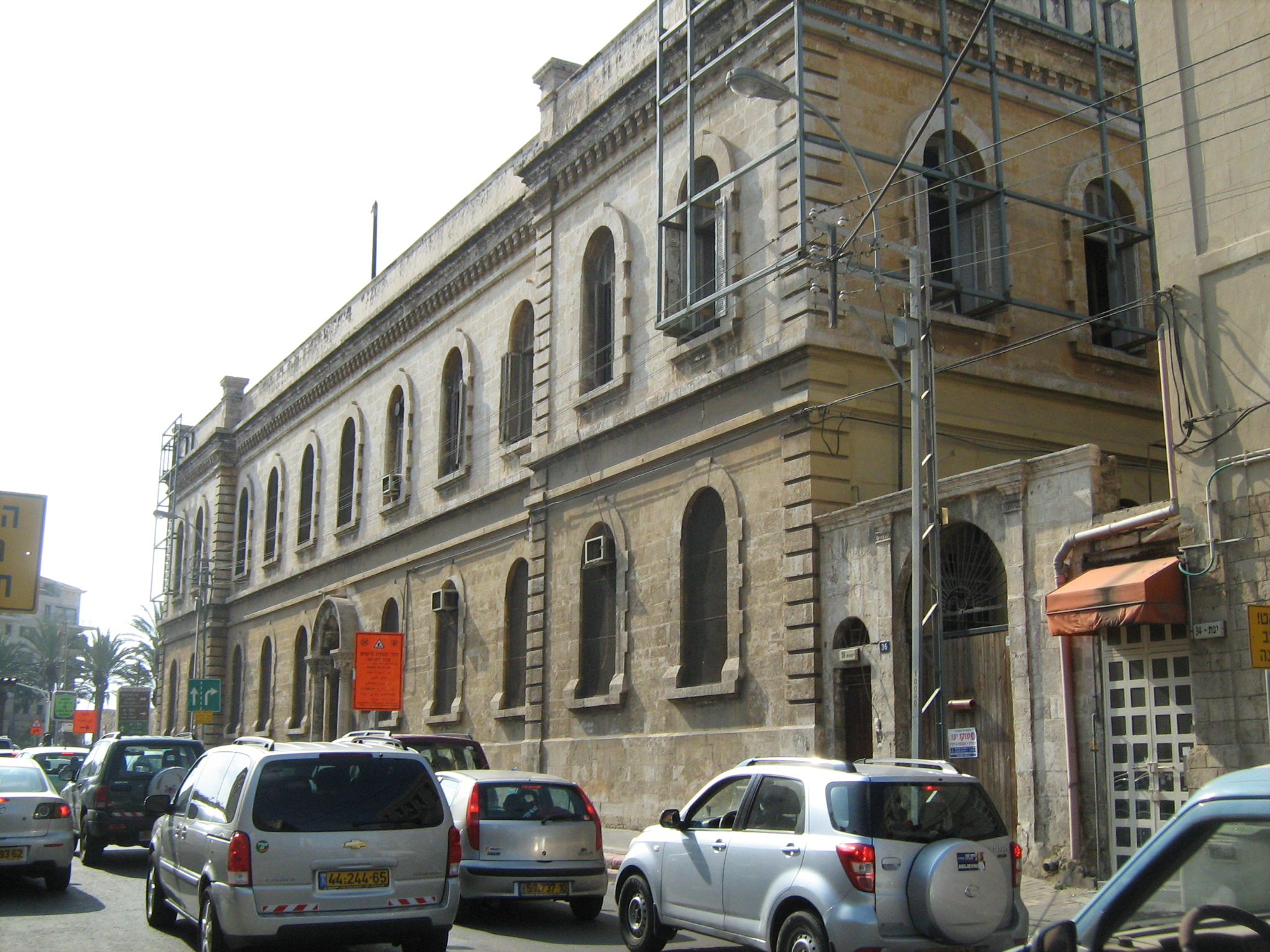
L'Hôpital français à proximité de la Vieille ville de Jaffa
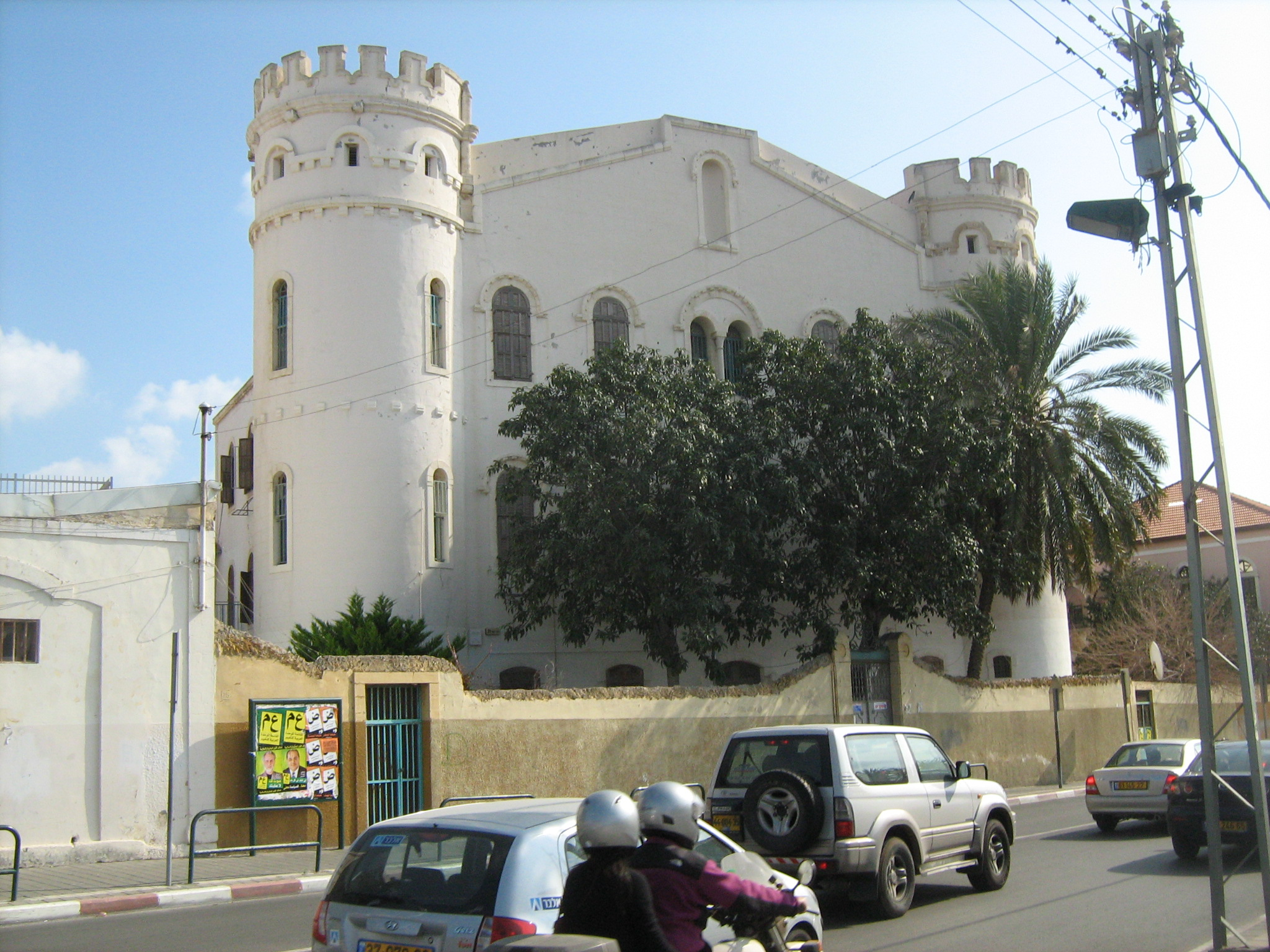
Le Monastère De Saint-Joseph